# Eupolyphaga fusca
Eupolyphaga fusca är en kackerlacksart som beskrevs av Lucien Chopard 1929. Eupolyphaga fusca ingår i släktet Eupolyphaga och familjen Polyphagidae. Inga underarter finns listade i Catalogue of Life.